# 池田純久
池田 純久（いけだ すみひさ、1894年（明治27年）12月15日 - 1968年（昭和43年）4月30日）は、日本の陸軍軍人。最終階級は陸軍中将。東大経済学部で統制経済を研究し、統制派の理論的指導者として知られた。

## 経歴
大分県出身。軍人・池田純孝の長男として生れる。熊本陸軍地方幼年学校、中央幼年学校を経て、1916年（大正5年）5月、陸軍士官学校（28期）を卒業。同年12月、歩兵少尉に任官し歩兵第48連隊付となる。陸士予科生徒隊付などを経て、1924年（大正13年）11月、陸軍大学校（36期）を卒業し歩兵第48連隊付に発令。
1925年（大正14年）12月、陸軍省軍務局付勤務となり、同局課員（徴募課）を経て、1929年（昭和4年）4月から1932年（昭和7年）3月まで、陸軍派遣学生として東京帝国大学経済学部で学んだ。在学中の1931年（昭和6年）8月、歩兵少佐に昇進。東大修了後、軍務局課員（軍事課）となる。この頃、陸軍省新聞班発行『国防の本義と其強化の提唱』の原案作成者の一人となる。1934年（昭和9年）10月から1935年（昭和10年）3月まで欧米出張。1935年8月、歩兵中佐に進級し軍務局付となり、同年12月、支那駐屯軍参謀に着任。盧溝橋事件後に戦闘の不拡大に尽力したが果たせなかった。1937年（昭和12年）8月、陸軍兵器本廠付となり、資源局企画部第1課長、資源局を引き継いだ企画院では調査官として国家総動員法の制定に携わる。1938年（昭和13年）3月、歩兵大佐に進級。
1939年（昭和14年）8月、歩兵第45連隊長に就任し日中戦争に出征。1940年（昭和15年）8月、奉天特務機関長となる。1941年（昭和16年）7月、関東軍司令部付となり、同年8月、陸軍少将に昇進。同年9月、関東軍参謀（第5課長）となり、次いで関東軍参謀副長を務めた。1944年（昭和19年）10月、陸軍中将に進み、1945年（昭和20年）7月から翌月まで内閣綜合計画局長官に在任し終戦を迎えた。同年12月に復員。1947年（昭和22年）11月28日、公職追放仮指定を受けた。
戦後は、極東国際軍事裁判において梅津美治郎の補佐弁護人を務めたほか、歌舞伎座サービス会社社長、エチオピア顧問団長などの役職に就き活動する一方、1953年（昭和28年）4月には第3回参議院議員通常選挙に全国区から無所属で出馬し、92453票を獲得したが落選した。

## 著作
- 『軍事行政』常磐書房、1934年。
- 『日本に於ける国防と経済』建国大学、1943年。
- 『陸軍葬儀委員長 - 支那事変から東京裁判まで』日本出版協同、1953年。
- 『兵法に学ぼう - 企業戦略』実業之日本社、1963年。
- 『日本の曲り角 - 軍閥の悲劇と最後の御前会議』千城出版、1968年。

## 親族
- 妻 池田三千代（中村無一陸軍少将の娘）[1]
- 娘 池田知加恵（下記の著作がある）
新谷卓共著『池田純久と日中戦争』彩流社、2024年

## 栄典
勲章
- 1944年（昭和19年）3月7日  - 勲二等瑞宝章[6]